# أبيوس كايكوس
أبيوس كلوديوس كايكوس (باللاتينية: Appius Claudius Caecus) (280 - 362 ق.م) "كايكوس" تَعني "الأَعْمَى"، رجل دولة ومؤلف من الجمهورية الرومانية. يُعتبر أول شخصية رومانية عامة يُمكن تتبع حياتها ببعضًا من اليقين، كان «كايكوس» مسؤولاً عن بناء أول طريق في روما (طريق أبيا) وأول قناة مائية (قناة أبيا)، بالإضافة إلى قيامه بمجموعة إصلاحات دستورية أثارت الجدل في أوساط المُجتمع الروماني. يعتبر «كايكوس» أحد مؤسسي الفقه والأدب الروماني. قام بتجميع مجموعة من الأقوال الشعرية، وإنشاء أول تقويم ديني، وإجراء تغييرات مُهمة على قواعد الإملاء اللاتينية.
كبُطرُق من نسب عريق، برز «كايكوس» لأول مرة مع انتخابه لمنصب الرقيب في 312 ق.م، والذي شغله لمُدة خمس سنوات. خلال فترته في منصبه، بصرف النظر عن مشاريع البناء الخاصة به، قدم العديد من الإصلاحات الدستورية المُثيرة للجدل والغير مفهومة جيدًا، لقد زاد من قوة التصويت للفقراء والذين لا يملكون أرضًا في المجالس التشريعية، وقبل مواطنين من الطبقة الدُنيا في مجلس الشيوخ الروماني،. بالإضافة إلى ذلك، كان أول رقيب يصنع قائمة رسمية بأعضاء مجلس الشيوخ. زادت هذه الإصلاحات بشكل كبير من هيبة منصب الرقيب، والذي كان في السابق مُجرد قاضٍ ثانوي. بصفته قُنصلًا لسنة 296 ق.م ثم بريتورًا لسنة 295 ق.م، قاد «كايكوس» حملات عسكرية ضد الأتروسكان والسامنيين. في وقت لاحق من حياته، بعد أن أصبح أعمى (بالاتينية: "caecus" "كايكوس"، منها جاء لقبُه) من الشيخوخة، ألقى خطابًا شهيرًا في مجلس الشيوخ عارض بهِ السلام مع «بيروس» ملك إبيروس، اشتهر الخطاب ولعب دورًا مُهمًا في تشكيل المبادئ الأساسية للسياسة الخارجية الرومانية.
أثارت إصلاحاته سخط البعض، حيث كسر عددًا من التقاليد الراسخة. تورط «كايكوس» في العديد من النزاعات السياسية، خاصة مع الفابيان (عائلة رومانية قوية). «فابيوس بيكتور»، الذي يُعتبر أقدم مؤرخ روماني وعضو في عائلة فابيان، ربما كان مصدر قدر كبير من التشهير ضد «كايكوس»، متهماً إياه بأنه ديماغوجي فاسد وغير أخلاقي وجنرال غير كفؤ. نظرًا للاختلاف الواسع في المصادر، كان للعُلماء المعاصرين تفسيرات مُختلفة جدًا لأفعال «كايكوس»، فقد تم وصفه بأنه ثوري، أو رجعي، أو طاغية مُحتمل، أو مُصلح عظيم، يُمكن مقارنته بأفضل شخصيات أثينا مثل «كليسثنيس» و«بريكليس».

## العائلية
ولد «كايكوس»، الذي كان يُدعى في الأصل «أبيوس كلوديوس كراسوس»، من عائلة البطارقة الأرستقراطية "كلوديا"، إحدى أهم العائلات الرومانية في ذلك الوقت، والتي كان أعضاؤها يشغلون مناصب تنفيذية في الدولة منذ بداية الجمهورية. تم وصف العائلة على نطاق واسع في المصادر الرومانية على أنها أرستقراطية مُتغطرسة مع وجهات نظر محافظة شديدة، على الرغم من أن هذه الصورة النمطية لم تنشأ إلا بعد فترة طويلة من وفاة «كايكوس». كان والد «كايكوس» يُدعى «غايوس كلوديوس إنريغيلنسيس»، المعروف فقط بتعيينه ديكتاتورًا لعام 337 ق.م واستقال فورًا بعد أن وجد الاوغور خطأ دينيًا في تعيينه.
والدته غير معروفة، ولكن كان لديه أخ أصغر بكثير، «أبيوس كلوديوس كوديكس»، الذي أصبح قُنصلًا لعام 264 ق.م. منذ أن أصبح أبناء «كايكوس» قناصلًا على مدار 28 عامًا وبعد فترة طويلة من وقته مثل «بوبليوس كلاوديوس بولتشر»، فمن المُحتمل أنه تزوج مرتين على الأقل، على الرغم من عدم معرفة أي من زوجاته.

## المسيرة المبكرة
المعلومات الوحيدة المعروفة عن عمل «كايكوس» المبكرة قبل رقابته هي من تأبينه، والذي كان معروضًا سابقًا في المنتدى الروماني. يسرد هذا الملخص لمسيرته المهنية جميع المسؤوليات التي شغلها، بما في ذلك بعض المناصب الصغيرة، في حين أن المصادر الأدبية تسجل فقط القضاة الأعلى (الرقيب والقنصل والبريتور)؛ لكنها لا تقدم أي تاريخ ولم يتم ترتيب المناصب ترتيبًا زمنيًا. يروي التأبين أنه كان أطربون عسكري ثلاث مرات، وكويستور مرة واحدة، وإيديل مرتين. كانت هذه المناصب معياريين ووجدوا في حياة كل سياسي روماني، لكن ما هو غريب، هو عدد المرات التي شغل فيها هذه المناصب. اعتقد المؤرخ «إندري فيرينزي» أن «كايكوس» قد شغل جميع هذه المناصب قبل أن ينال رقابته بسبب تدهور أوضاع عائلته، مما أجبره على تكرارها لبناء شعبيته (خاصةً كأديلي، لأن هذا القاضي كان يُنظم ألعابًا)، الأمر الذي يُفسر رقابته المُبكرة. ومع ذلك، فقد تم انتقاد أطروحته، ولا سيما من قبل المؤرخ «ستيفن أوكلي»، الذي أشار إلى أنه لا يوجد دليل كافٍ لمعرفة ما إذا كانت تكرارات مناصب الأطربونة العسكرية والإيديلية كانت استثنائية حقًا في هذه الفترة، التي كانت مُعظم المناصب خلالها غير معروفة.
ومع ذلك، فمن المؤكد أن «كايكوس» كان أطربونًا عسكريًا قبل أن يكون رقيبًا، لأنه كان شرطًا لانتخابه كقنصل، والذي ناله فورًا بعد رقابته. كأطربون عسكرية، خدم بالتأكيد خلال الحرب السامنية الثانية (326-304 ق.م).

### الرقابة(312-308 ق.م)

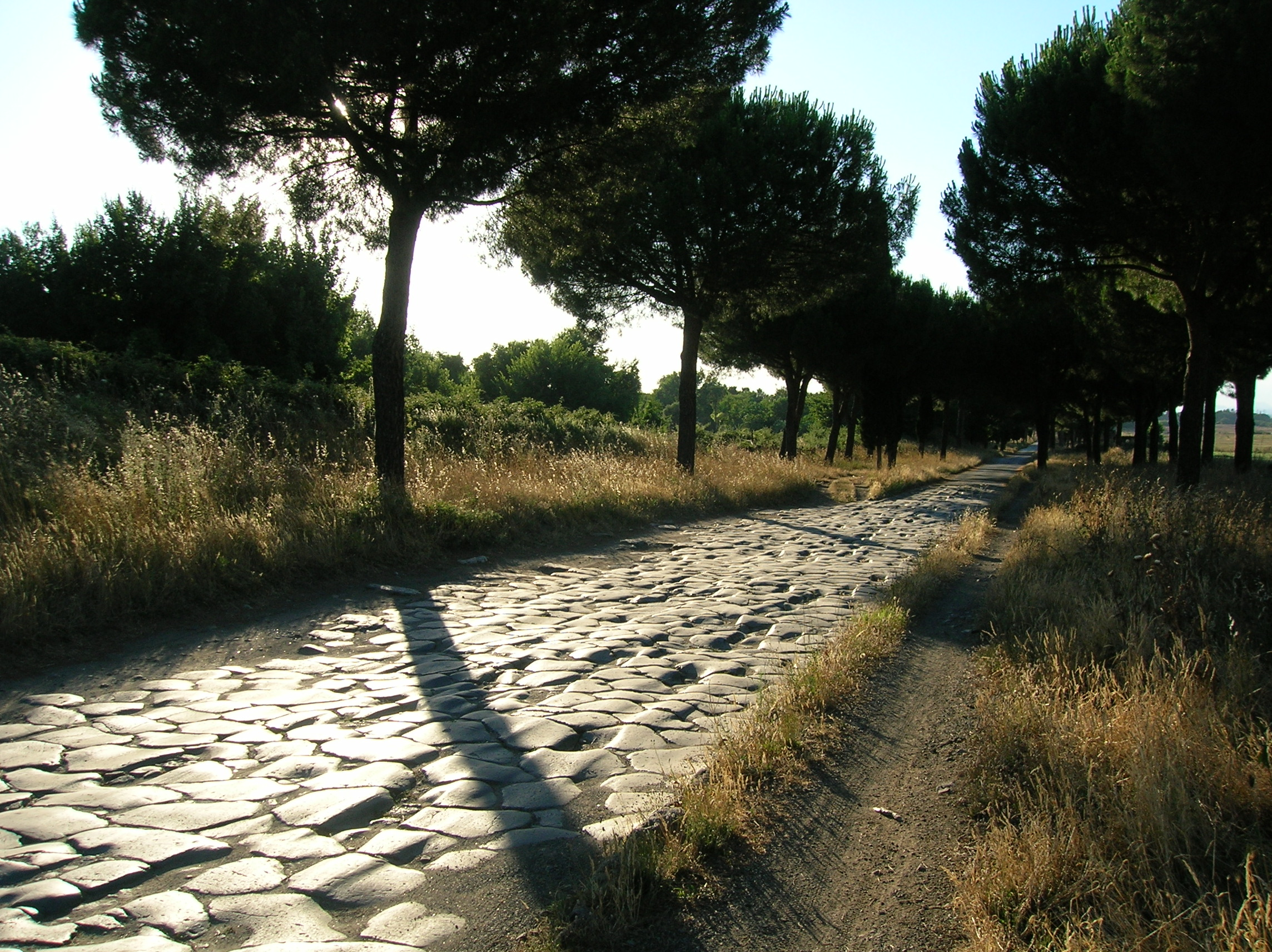
طريق أبيا اليوم.

كان «كايكوس» رقيبًا رومانيًا من 312 إلى 308 ق.م، ولم يكن قُنصلًا مسبقًا والذي أصبح فيما بعد شرطًا أساسيًا للمنصب. خلال فترة رقابته، سعى للحصول على الدعم من الطبقات الدنيا، من خلال السماح لأبناء المُحررين بالخدمة في مجلس الشيوخ، وتوسيع امتيازات التصويت للرجال في القبائل الريفية الذين لا يملكون أرضًا. خلال الحرب السامنية الثانية، دعا إلى تأسيس المُستعمرات الرومانية في جميع أنحاء لاتيوم وكامبانيا لتكون بمثابة تحصينات ضد السامنيين والإتروسكان.
أشتهرَ «كايكوس» بمشروعين إنشائيين عندما كان رقيبًا، طريق أبيا، أول طريق روماني رئيسي، يمتد بين روما وبنبنت إلى الجنوب؛ وأول قناة مائية في روما، قناة أبيا.

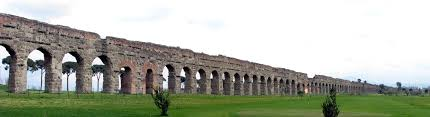
قناة أبيا اليوم.

### المُساهمات القانونية
جاءت المساهمة القانونية الرئيسية لـ«كايكوس» من بدء نشر الإجراءات التشريعية ("أساليب المُمارسة القانونية"). كان هذا المنشور بمثابة دليل للإجراءات القانونية الرومانية. تضمن المنشور أيضًا قائمة بالأيام التي كان من المُقرر عقد المحكمة فيها، بفضل ذلك أصبحت المعلومات القانونية مُتاحة للناس لأول مرة في تاريخ روما.

### السنوات الأخيرة(307-280 ق.م)
توقفت حياة «كايكوس» السياسية، على الأرجح، بسبب العمى. تزعم بعض المصادر أن «كايكوس» أصبح أعمى بعد سنوات قليلة من توليه الرقابة (كان من المفترض أن يكون هذا عقابًا للآلهة الغاضبين من انتقال عبادة هرقل إلى عبيد عام)؛ وفقًا لمُجمع هضبة كابيتولين، فقد حمل «كايكوس» هذا الأسم (عَمى بالاتينية: "caecus" "كايكوس") في وقت انتخابه كرقيب. تأريخيًا، يُعتبر هذا الامر غير قابل للتصديق في سياق مهنة «كايكوس» اللاحقة. ومع ذلك، كتب «شيشرون» أن "كايكوس القديم، أعمى مُنذ فترة طويلة، استمر في شغل المناصب وإدارة الأعمال ولم يتراجع أبدًا عن الاهتمامات العامة أو الخاصة". يعتقد المؤرخ «تيودور مومزن» أن «كايكوس» لم يكن أعمى أبدًا، وفي هذا الصدد يلفت الانتباه إلى رسالة «ديودور الصقلي»، الذي رأى أن "فقدان البصر" كان مُجرد خدعة. بينما يرى «هافنر» أنه من المُمكن أن «كايكوس» كان يعاني من قصر النظر فقط وأنه في حالة عدم وجود نظارات يعتبر هذا الأمر معادلاً للعمى. يميل «فريدريش مونزر» إلى الاعتقاد بأن العمى قد حدث بالفعل، ولكن فقط في سن الشيخوخة. على أي حال، احتفظ «كايكوس» بسلطته في سن الشيخوخة وأدار بثقة أسرته وعائلته الكبيرة ورعاياه الكُثر.
خلال هذه الفترة شغل منصب القنصل مرتين؛ في عام 307 ق.م و296 ق.م، تم تعيينه أيضًا ديكتاتورًا لعام 285 ق.م. ألقى أبيوس خطابًا شهيرًا في هذه الفترة ضد «سينيس»، مبعوث «بيروس» ملك إبيروس، معلناً أن روما لن تستسلم أبدًا. الخطاب هو مصدر القول المعروف "كُل إنسان هو مُهندس ثروته" (باللاتينية: quisque faber suae fortunae)، فخلال الحرب البيروسية، بعد الهزيمة في هِيراكليا، ناقش مجلس الشيوخ الروماني مقترحات السلام الخاص بالملك «بيروس»، والتي تضمنت منح الاستقلال لجميع المدن اليونانية في جنوب إيطاليا، وكذلك للبروت، ولوكان، وبوليانز، والسامني. كانت الأغلبية مُستعدة لقبول هذه الشروط. عند معرفة ذلك، أمر «كايكوس» أبنائه بحمله إلى المنتدى. قاد الأبناء والدهُم، عند وصولهُم التفت «كايكوس» إلى أعضاء مجلس الشيوخ وقال:

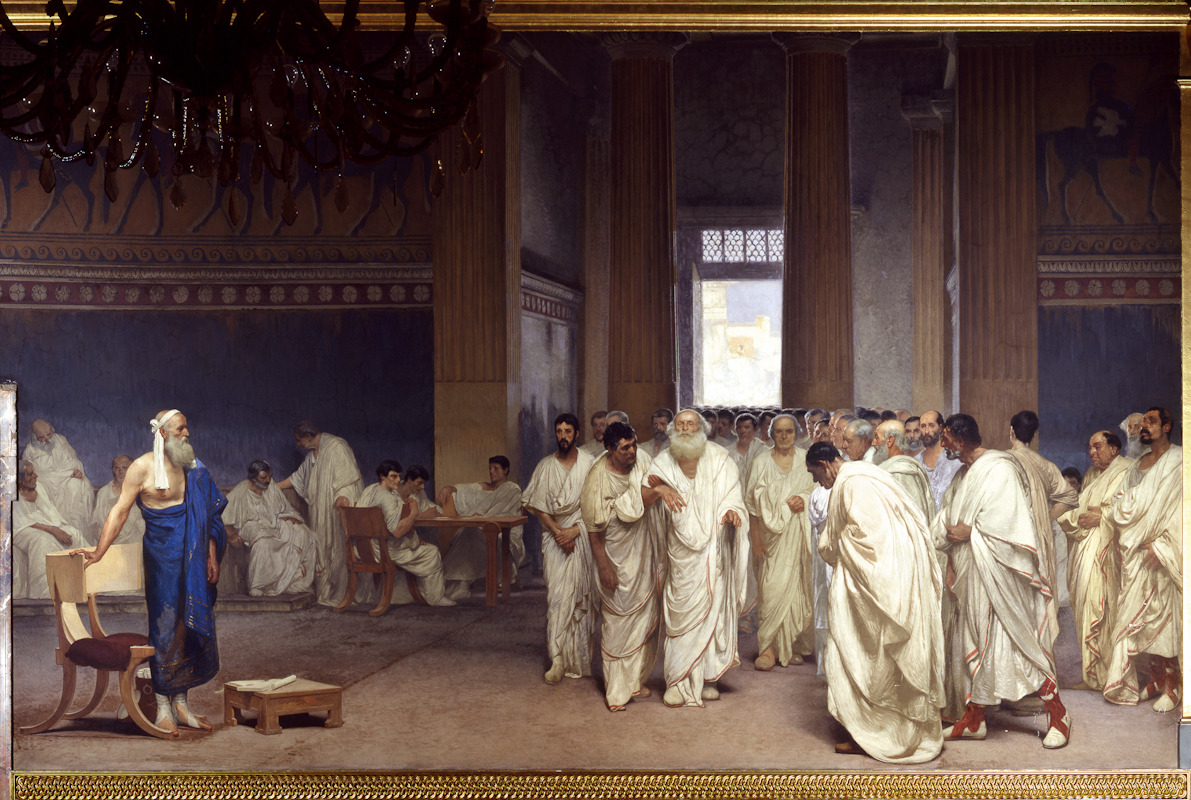
أبناء «كايكوس» يقودون والدهُم إلى مجلس الشيوخ. بريشة «سيزار ماكاري».

| ” | حتى الآن، أيها الرومان، تحملتُ فُقدان البصر، ولكن، بعد سماع اجتماعاتك وقراراتك التي حولت مجد الرومان إلى تُراب، يؤسفني أنني أعمى فقط، ولست أصم ... خائفون من المولوسيين والشاونيين، هؤلاء الذين أمضوا حياتهُم فريسةٌ للمقدونيين، أترتجفون أمام بيروس، الذي كان مثل الخادم، يتبع أحد حراس الإسكندر الشخصيين، والآن يتجول في أنحاء إيطاليا ليس لرغبة منه في مُساعدة اليونانيين المحليين، ولكن من أجل الهرب من اعدائه هُناك ... أتظنون أنه من خلال تكوين الصداقات معه، ستتخلص منه، خَطأتُم، لن تفتح الطريق إلا لمن سيحتقرُنا مُعتقدًا أنه ليس من الصعب على أحد إخضاعنا، مُنذ أن غادر بيروس دون أن يدفع ثمن وقاحته، حتى أنه أخذ المكافأة، جعل من الرومان أضحوكة لأهل تارنتين والسامنييين. ~ بلوطرخس - "حيوات موازية". | “ |

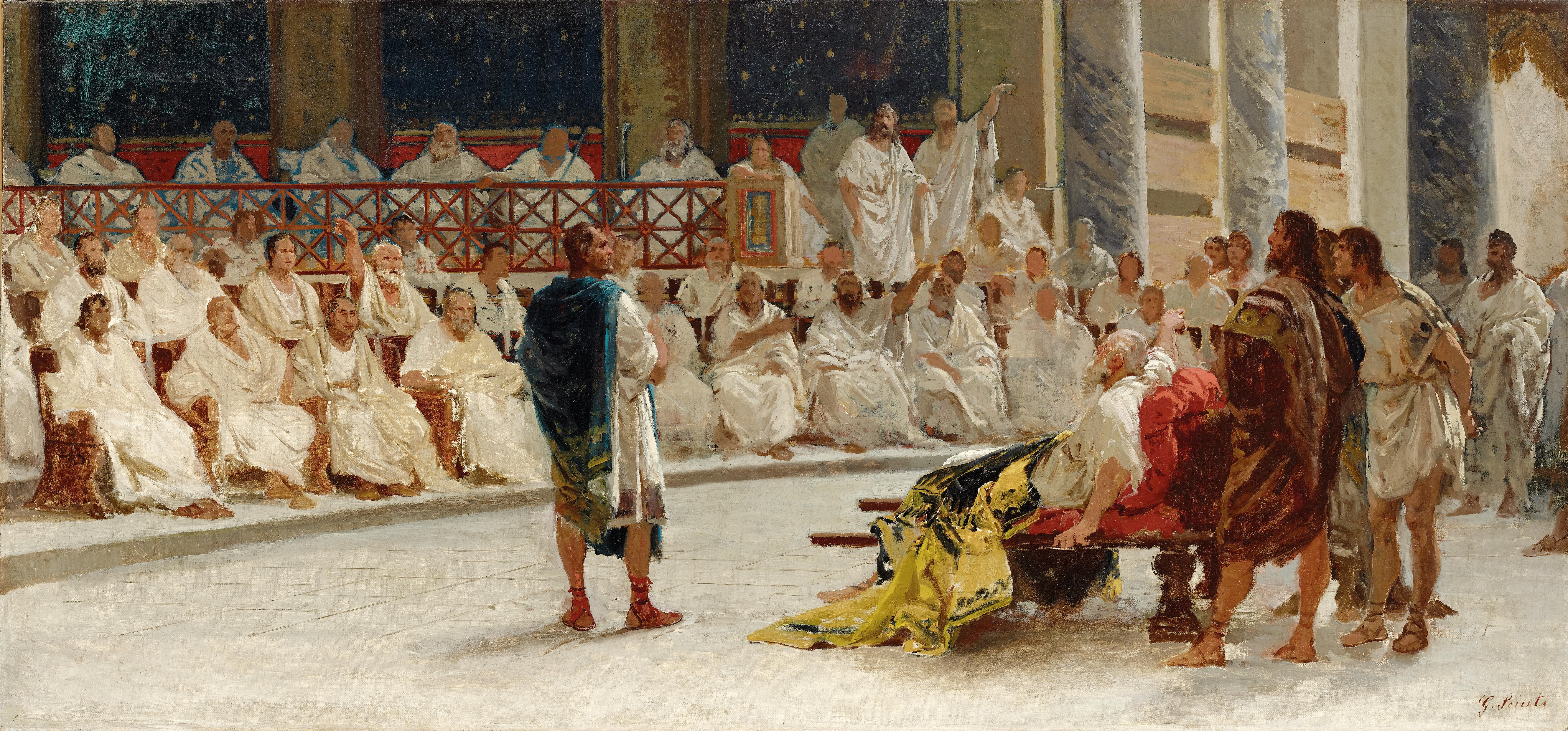
«كايكوس» يُخاطب أعضاء مجلس الشيوخ، بريشة «جوزيبي سكيوتي».

### أعماله الأدبية
كتب «كايكوس» عدة كتب على مدار حياته. كتب كتابًا يُسمى "Sententiae" ("الأقوال")، والذي كان قائمًا على نموذج إغريقي، يُعتبر "أول كتاب روماني ذو طابع أدبي". كتب أيضًا أطروحة، "De Usurpationibus" ("فيما يتعلق بالغَصب")، والتي فُقدت والمحتوى غير معروف. بالإضافة إلى ذلك، كان «كايكوس» من أوائل مؤلفي النثر والشعر الروماني المعروفين والذين لا يزال اسمهم معروفًا حتى اليوم. كان مهتمًا أيضًا بالأدب والبلاغة، وأقام إصلاحات في قواعد الإملاء اللاتينية، يُزعم إنه هو الذي أنهى استخدام الحرف "Z" في اللاتينية.